# Mateusz Ligęza
Mateusz Ligęza (ur. 2 stycznia 1993 w Warszawie) – polski dziennikarz sportowy, komentator, prezenter radiowy i pisarz.

## Życiorys
Ukończył komunikację społeczną na Uniwersytet Andrzeja Frycza Modrzewskiego w Krakowie.
W latach 2019–2022 pracował w Programie I Polskiego Radia, gdzie był reporterem sportowym i przygotowywał materiały m.in. do audycji „Kronika sportowa” oraz „S-13”. Od listopada 2022 roku związany jest z Radiem ZET, gdzie prowadzi autorski podcast sportowy Dogrywka. Wśród jego gości znaleźli się m.in. Robert Lewandowski, Robert Kubica i Marcin Gortat. W 2024 roku jako wysłannik Grupy Eurozet relacjonował wydarzenia z Letnich Igrzysk Olimpijskich 2024 w Paryżu, przygotowując relacje dotyczące występów polskich sportowców. Jako ekspert sportowy był gościem programów telewizyjnych, m.in. Pytanie na śniadanie. Od sezonu 2022/2023 komentuje mecze Orlen Basket Ligi Mężczyzn oraz Orlen Basket Ligi Kobiet.

## Twórczość
Wspólnie z Agnieszką Kobus-Zawojska napisał książkę Mój wyścig z depresją, opublikowaną w 2024 roku przez wydawnictwo Novae Res. Publikacja dotyczy zdrowia psychicznego w sporcie i oparta jest na osobistych doświadczeniach olimpijki.